# 의약외품
「약사법」으로 관리되는 의약외품(quasi-drug)은 ‘질병의 치료·예방’ 등과 관련된 제품을 지칭하며 식품의약품안전처장이 지정하고 있다. 일반의약품, 전문의약품과 달리 약국 이외에 마트나 인터넷 등을 통해서도 구매할 수 있다. 비타민제, 치약 등이 대표적인 의약외품이다.
- 사람이나 동물의 질병을 치료·경감(輕減)·처치 또는 예방할 목적으로 사용되는 섬유·고무제품
- 인체에 대한 작용이 약하거나 인체에 직접 작용하지 않는 제품
- 감염병 예방을 위하여 살균·살충 및 이와 유사한 용도로 사용되는 제품

## 의약외품의 분류

### 가.
- 생리혈 위생처리 제품(생리대, 탐폰, 생리컵)
- 마스크(수술용, 보건용)
- 환부의 보존·보호·처치 등의 목적으로 사용하는 제품(안대, 붕대, 탄력붕대, 석고붕대, 원통형 탄력붕대, 거즈, 탈지면, 반창고 등)
- 구강청결용 물휴지 등
- 기타 이와 유사한 물품

### 나.
- 입 냄새 등의 방지제(구중청량제 (가글제), 액체방지제, 땀띠‧짓무름용제, 치약제)
- 파리, 모기 등의 구제제, 방지제, 기피제 및 유인살충제
- 콘택트렌즈의 세척·소독 등 관리용품
- 금연용품(흡연욕구저하 또는 흡연습관개선 제품)
- 손소독제 등 인체에 직접 적용하는 외용소독제
- 의약품에서 전환된 내복용제(비타민·미네랄 제제, 자양강장변질제, 건위소화제, 정장제)
- 구강위생 관리제품(치아근관·의치·틀니 등의 세척·소독제, 코골이 방지보조제, 치아미백제, 치태·설태 염색제)
- 가습기 내의 물에 첨가하는 제제 (미생물 번식과 물때 발생 예방목적)
- 휴대용 공기‧산소

### 다.
- 공중보건과 위생관리를 위한 방역의 목적으로 사용하는 살충·살서제
- 인체에 직접 적용되지 않는 살균제 등